# رمزنگاری مشبک
رمزنگاری مشبک شاخه ای از رمزنگاری کلید عمومی یا نامتقارن است. این نوع رمزنگاری از گزینه‌های مطرح برای رمزنگاری پساکوانتوم است چراکه تا کنون هیچ الگوریتم کوانتومی‌ای که بتواند بهتر از روش‌های غیرکوانتومی این مسائل را حل کند یافت نشده است.

## تاریخچه
شبکه ها برای اولین بار توسط ریاضی دانان ژوزف لویی لاگرانژ و کارل فریدریش گاوس مطرح شد. شبکه ها در الگوریتم های کامپیوتر و در تجزیه و تحلیل رمز به کار برده شده است. در سال ۱۹۹۶، Miklós Ajtai از شبکه ها در رمزنگاری استفاده کرد.